# Меморіал Георгія Агзамова
Меморіал Георгія Агзамова – міжнародний шаховий турнір, що проводиться від 2007 року в Ташкенті, пам'яті першого узбецького гросмейстера Георгія Агзамова, який трагічно загинув 1986 року.

## Список переможців
| №  | Рік  | Переможці                                                    |
| -- | ---- | ------------------------------------------------------------ |
| 1  | 2007 | Леонід Юртаєв, Марат Джумаєв, Сергій Каюмов                  |
| 2  | 2008 | Фаррух Амонатов, Антон Філіппов, Віталій Цешковський         |
| 3  | 2009 | Віталій Цешковський                                          |
| 4  | 2010 | Максим Туров, Сергій Жигалко, Віталій Голод, Рінат Джумабаєв |
| 5  | 2011 | Тигран Петросян, Антон Філіппов, Марат Джумаєв               |
| 6  | 2012 | Максим Туров, Михайло Мчедлішвілі, Антон Філіппов            |
| 7  | 2013 | Павло Малетін                                                |
| 8  | 2014 | Абгіджіт Гупта                                               |
| 9  | 2015 | Владислав Артем'єв, Владислав Ткачов                         |
| 10 | 2016 | Фаррух Амонатов, Рауф Мамедов                                |
| 11 | 2017 | Олександр Бортник, Кирило Ступак                             |